# Thallumetus dulcineus
Thallumetus dulcineus är en spindelart som beskrevs av Willis J. Gertsch 1946. Thallumetus dulcineus ingår i släktet Thallumetus och familjen kardarspindlar.
Artens utbredningsområde är Panama. Inga underarter finns listade i Catalogue of Life.